# Würzel
Вёрзель (настоящие имя и фамилия Майкл Бёрстон — англ. Michael Burston; 23 октября 1949 — 9 июля 2011) — британский гитарист, известный по участию в рок-группе Motörhead (1984—1995). Играл на шести студийных и двух концертных альбомах группы. Умер в возрасте 61 года от осложнений  на сердце.

## Дискография
в составе Motörhead
- No Remorse (1984)
- Orgasmatron (1986)
- Rock 'N' Roll (1987)
- Nö Sleep at All (1988)
- The Birthday Party (1990)
- 1916 (1991)
- March ör Die (1992)
- Bastards (1993)
- Sacrifice (1995)
- BBC Live & In-Session (2005)

Сольное творчество
- Bess (1987)
- Chill Out Or Die (1998)

Другие работы и гостевое участие
- Warfare — Metal Anarchy (1985)
- V.A. — «Where Would You Rather Be Tonight?» (1986) (Все доходы от продажи этого альбома были направлены в Broadreach House, реабилитационный центр для наркоманов и алкоголиков)
- Atomgods — WOW! (1988)
- Warhead — Warhead (1995)
- Disgust — A World Of No Beauty (1996)
- WVKEAF — «Jump/Maximism» — (1997)
- Splodgenessabounds — Artful Splodger (2001)